# Egor Kornev
Egor Denisovich Kornev (in russo Егор Денисович Корнев?; San Pietroburgo, 6 febbraio 2004) è un nuotatore russo, specializzato nello stile libero.

## Biografia
Ai mondiali in vasca corta di Budapest del 2024 vince una medaglia d'oro nella 4x100 metri misti, siglando il nuovo record del mondo con il crono di 3'18"68. Nel 2025 sale sul gradino più alto del podio nella staffetta 4x100 metri misti al mondiali di Singapore.

## Palmarès
- Mondiali

Singapore 2025: oro nella 4x100m misti, argento nella 4x100m sl mista.
- Mondiali in vasca corta

Budapest 2024: oro nella 4x100m misti.